# Остстеллингверф
Остстеллингверф (нидерл.  Ooststellingwerf) — община в провинции Фрисландия (Нидерланды). Остстеллингверф вместе с Вестстеллингверфом является частью области Стеллингвервен. В Остстеллингверфе традиционно говорили на Стеллингверфском диалекте, но теперь также говорят на фризском и нидерландском языках. Река Тьйонгер на севере общины является языковой границей между фризской и нижнесаксонской областью.

## География
Территория общины занимает 226,11 км², из которых 223,42 км² — суша и 2,69 км² — водная поверхность. На 1 августа 2020 года в общине проживало 25 366 человек.